# 1994 WR2
1994 WR2 är en asteroid i huvudbältet som upptäcktes den 30 november 1994 av den japanska astronomen Takao Kobayashi vid Ōizumi-observatoriet.
Asteroiden har en diameter på ungefär 8 kilometer och den tillhör asteroidgruppen Dora.